# Rawhide Creek (North Platte River)
Der Rawhide Creek ist ein etwa 114 km langer, linker Nebenfluss des North Platte Rivers im Osten des US-Bundesstaates Wyoming.

## Verlauf
Der Rawhide Creek entspringt in den nördlichen Wildcat Hills im südlichen Niobrara County in Wyoming auf einer Höhe von etwa 1710 m. Er erreicht nach wenigen Kilometern das Goshen County und fließt westlich der Rawhide Buttes nach Südosten. Im weiteren Verlauf mäandriert er durch die semiariden Great Plains, passiert die Geisterstadt Jay Em und verläuft entlang des U.S. Highway 85 nach Süden. Er erhält einige unbedeutende Zuflüsse, unterquert den U.S. Highway 26 und mündet nach 114 km südöstlich des Ortes Lingle auf einer Höhe von 1258 m in den North Platte River. Im unteren Flussverlauf des Rawhide Creek zweigen mehrere Bewässerungskanäle ab.

## Hydrologie
Der Rawhide Creek ist als Nebenfluss des North Platte Rivers Teil des Einzugsgebietes des Platte Rivers, der sich über Missouri und Mississippi in den Golf von Mexiko entwässert. Das Einzugsgebiet des Rawhide Creek umfasst ein Gebiet von etwa 1250 km² und grenzt an die Einzugsgebiete von Niobrara River in Norden, Broom Creek im Westen und Sheep Creek im Osten. Der Rawhide Creek verläuft auf gesamter Strecke als schmaler Bach durch die semiariden Great Plains. Der mittlere Abfluss am Pegel bei Lingle beträgt 0,59 m³/s, die größten Abflüsse finden sich in den Monaten Juni und September. Im mittleren Flussverlauf weist der Rawhide Creek aufgrund seiner Lage in den trockenen Great Plains eine periodische Wasserführung auf.

## Belege
1. 1 2 3 4 5 6  Rawhide Creek (North Platte River). In: Geographic Names Information System. United States Geological Survey, United States Department of the Interior (englisch).
2. 1 2  USGS 06671000 RAWHIDE CREEK NEAR LINGLE, WY. Abgerufen am 16. August 2024.